# Nadélio Rocha
Nadélio Batista Rocha, mais conhecido como Nadélio Rocha (Formosa do Rio Preto, 11 de julho de 1975), é um treinador de futebol brasileiro. 

## Carreira
Depois de ter encerrado sua carreira como jogador profissional em Sergipe, Nadélio Rocha começou a se dedicar à carreira de treinador. Em 2008, foi para a Associação Desportiva Confiança, na qual foi auxiliar-técnico de Maurício Simões. Quando este treinador formulava o planejamento para que a equipe disputasse o Campeonato Brasileiro da Série C, Rocha teve a incumbência de dirigir a equipe nas disputas da Copa Governo do Estado de Sergipe de 2008, torneio em que o Confiança se sagrou campeão contra o Olímpico. Neste mesmo ano, Rocha treinou a equipe na reta final do Campeonato Brasileiro da Série C.
Em 2009, Rocha deixou o Confiança para assumir o comando técnico do Olímpico Esporte Clube, de Itabaianinha, que disputava o Campeonato Sergipano de Futebol, permanecendo apenas alguns jogos no comando da equipe, saindo dela por falta de estrutura. De lá, transferiu-se para o time Associação Atlética Guarany de Porto da Folha, time que estava em crise e corria sério risco de rebaixamento, Rocha conseguiu realizar um trabalho consistente e evitou a queda da equipe para a segundona do estadual. 
Rocha foi contratado pelo Confiança que colecionava uma série de resultados negativos, e havia demitido o treinador Luiz Carlos Cruz. Rocha comandou os três últimos jogos e conquistou o Campeonato Sergipano de Futebol de 2009.
No segundo semestre de 2009, Rocha foi contratado para comandar a Sociedade Esportiva River Plate, time que disputaria o Campeonato Sergipano de Futebol de 2009 - Série A2. Rocha conquistou o título nas penalidades diante do Riachuelo Futebol Clube e levou a equipe ao Campeonato Sergipano de Futebol de 2010. Foi eleito pela imprensa o melhor técnico do campeonato.
O time estreou na competição já comemorando o título de campeão estadual. Sendo escolhido novamente melhor treinador do certame. Em novembro de 2010, Rocha foi anunciado como novo treinador do Confiança para a temporada 2011. Esta foi a terceira passagem dele pela equipe.
Após dois empates diante do Sergipe, Rocha foi demitido, tendo sido substituído por Ricardo Oliveira.
No mês de maio ele foi convidado para treinar o Club Sportivo Sergipe até então maior rival do clube em que sempre foi ídolo. Na Série A2 de 2011 é contratado pelo Lagarto Esporte Clube, conseguindo o acesso à primeira divisão. 
Em 2012, passa a comandar uma das sensações do futebol sergipano: o São Domingos Futebol Clube.
Após uma grande campanha à frente do São Domingos, ele levou a equipe ao 3º lugar no Estadual e foi eleito o melhor treinador do Campeonato Sergipano 2012, Rocha é contratado pelo Confiança para comandar a equipe do Bairro Industrial na Copa Governador do Estado 2012, e conquista o título em cima do Sergipe.
Depois de consistentes passagens pelo Confiança nos anos de 2012 e 2013, apostou seu novo e desafiador projeto com o financeiramente organizado e estruturado Estanciano, time em ascensão do interior sergipano. Em 2015, recebe o convite do Bahia de Feira de Santana. Com uma bela campanha invicta, a equipe é eliminada pelo Vitória da Conquista. Retornando ao futebol sergipano, assume a equipe sub-19 do Confiança, time com o qual conquistou o título estadual.
Já em 2016, assume o Itabaiana, mesmo com o time bem classificado, entra em acordo com a diretoria, e decide deixar o clube, partindo para o Boca Júnior, encerrando sua participação no estadual.
No ano de 2017, Rocha realizou um sonho antigo: treinar a seleção de futebol de Formosa do Rio Preto, sua cidade natal. 

Rocha fundou a Escolinha de Futebol Santa Maria, projeto social e de inclusão de jovens carentes de Formosa do Rio Preto.

## Títulos
Confiança

- Campeão Sergipano 2008
- Copa Governo do Estado: 2008, 2012]
- Campeonato Sergipano: 2009
- Campeão Sergipano Sub 19: 2015

River Plate
- Campeonato Sergipano Série A2: 2009
- Campeonato Sergipano: 2010